# بلال سعيد
بلال سعيد (بالإنجليزية: Bilal Saeed) هو منتج أسطوانات وكاتب أغاني باكستاني، ولد في 12 ديسمبر 1988 في سيالكوت في باكستان.